# Paramocis maculata
Paramocis maculata is een vlinder uit de familie van de spinneruilen (Erebidae). De wetenschappelijke naam van de soort is voor het eerst geldig gepubliceerd in 1948 door Walter Roepke.
Deze vlindersoort werd in 1934 verzameld op de vulkaan Tanggamus in zuidelijk Sumatra door Maurits Lieftinck en Lambertus Johannes Toxopeus. Roepke duidde ze aan als de typesoort van het nieuwe geslacht Paramocis.